# Kevin Humeler
Kevin André Humeler (San Jerónimo Norte, provincia de Santa Fe, Argentina; 2 de abril de 1997) es un futbolista argentino. Juega de arquero y su equipo actual es Club Sportivo General San Martín que disputa el Torneo Federal A de Argentina.

## Trayectoria
Se desempeña como arquero e hizo inferiores en Newell's Old Boys y Talleres. A fines de 2016 fue dejado libre y luego fue fichado por el Matador. Desde 2017 alterna partidos entre las divisiones inferiores y reserva de Talleres. En ese mismo año consiguió el título de reserva y el de Cuarta División.

## Clubes
| Club                        | País      | Año       |
| --------------------------- | --------- | --------- |
| Newell's Old Boys           | Argentina | 2016-2017 |
| Talleres de Córdoba         | Argentina | 2017-2019 |
| Ferro General Pico (cedido) | Argentina | 2018-2019 |
| San Martín (SJ)             | Argentina | 2019-2022 |
| Gimnasia de Mendoza         | Argentina | 2023-Act. |

## Palmarés
| Título            | Club     | País      | Año  |
| ----------------- | -------- | --------- | ---- |
| Torneo de Reserva | Talleres | Argentina | 2017 |